# چارات
چارات، روستایی از توابع بخش مشراگه شهرستان رامشیر در استان خوزستان ایران است.
شغل مردم این روستا برداشت خرما است.

## جمعیت
این روستا در دهستان مشراگه قرار دارد و براساس سرشماری مرکز آمار ایران در سال ۱۳۸۵، جمعیت آن ۱۷۱ نفر (۳۳خانوار) بوده‌است.